# Thermeola
Thermeola este un gen de insecte lepidoptere din familia Arctiidae.

Cladograma conform Catalogue of Life:
| Thermeola | \| \| Thermeola atala \| \| \| \| \| \| Thermeola tasmanica \| \| \| \| |
|           | \| \| Thermeola atala \| \| \| \| \| \| Thermeola tasmanica \| \| \| \| |
|           | Thermeola atala                                                         |
|           |                                                                         |
|           | Thermeola tasmanica                                                     |
|           |                                                                         |